# Caspar Frederik Gram
Caspar Frederik Gram (født 17. juli 1807 i Nexø, død 22. april 1857) var en dansk præst og politiker.
Han var søn af toldoppebørselsbetjent Lars G. (d. 1831) og Louise f. Dircks (d. 1849), blev student fra Rønne 1826 og tog teologisk embedseksamen 1834. Efter at have været huslærer på først Ausumgård 1828-31 og siden hos hofjægermester C.F.B. Brun på Krogerup blev han 1836 sognepræst i Daler Sogn ved Møgeltønder og 1849 2. kapellan ved Holmens Kirke i København samt 1852 præst og sygetrøster ved Søetatens Hospital. I dette embede døde han 22. april 1857. Han ægtede 1836 Nicoline Christiane Wolf (1801-1884), datter af adjunkt Peder Rud. Wolf i Vordingborg.
Gram valgtes til medlem af den grundlovgivende Rigsforsamling i Ribe Amts 5. kreds og valgtes til Folketinget 1849. 1852 valgtes han i Bornholms 2. Kreds, 1853 i Københavns 8. og 1855 igen i sin gamle kreds på Bornholm. I Rigsdagen stemte han med det nationalliberale parti, men tog kun liden del i forhandlingerne.